# Ernest Lamy
Pour les articles homonymes, voir Lamy.
Ernest Lamy est un avocat et homme politique, né le 8 novembre 1867 à Lorient où il est décédé le 12 juin 1927.

## Biographie
Après des études classiques à Vannes puis des études de droit à la Faculté de Rennes où il obtient un doctorat en droit en 1892. Inscrit l'année suivante au barreau de Lorient, il devient député (Action libérale) du Morbihan de 1902 à 1924 effectuant cinq mandats successifs, avant de devenir sénateur de 1924 à 1927.
Il est l'auteur d'une étude de droit comparé sur le délai-congé.

## Sources
- « Ernest Lamy », dans le Dictionnaire des parlementaires français (1889-1940), sous la direction de Jean Jolly, PUF, 1960 [détail de l’édition]